# アラリオ
アラリオ株式会社（英名: Arario Corporation）は、かつて存在した日本の企業。オンラインゲームの運営などを主業務としていた。

## 概要
NHNの社員が日本のユーザの気持ちを掴んだサービスを提供したいという趣旨で設立した会社で、社員の大半が元NHN社員である。企業理念は「インターネットサービスの創造を通して、 世界や人とつながる楽しみを提供し、社会に貢献」。
韓国オンラインゲーム会社のYDオンラインは2012年7月31日、アラリオを買収したと発表した。
2011年7月には沖縄にセンターを開設し、2015年4月には本社を新宿区に移転した。
事業内容は「オンラインゲームの国内サービス」、「スマートフォン用ゲームアプリの運営/開発」となっている。
2021年4月30日の午前11時をもって全てのオンラインサービスを終了。同年5月31日には問い合わせ対応も終了し業務停止となった。

## 沿革
- 2007年6月 - 会社設立
- 2008年4月24日 - オンラインゲーム「ドリフトシティ」の正式サービスを開始
- 2008年5月1日 - オンラインゲーム「クロスファイア」の正式サービスを開始
- 2009年3月5日 - オンラインゲーム「エースオンライン」の正式サービスを開始
- 2009年4月2日 - オンラインゲーム「プリストンテール」の正式サービスを開始
- 2010年4月15日 - オンラインゲーム「蒼天」の正式サービスを開始
- 2010年7月16日 - オンラインゲーム「エターナルシティ 2」の正式サービスを開始
- 2010年9月 - mixi上にて、「ドキワク☆パズ～る」の正式サービスを開始
- 2010年10月 - mixi上にて、「ドキワク☆ベースボール」の正式サービスを開始
- 2010年12月 - 「Let’sブラウザ経営」の正式サービスを開始
- 2011年3月9日 - オンラインゲーム「アスタリア」の正式サービスを開始
- 2011年7月 - 「Let’sブラウザ経営」、「ドキワク☆パズ～る」、「ドキワク☆ベースボール」のサービスを終了
- 2012年1月11日 - 「ソウルマスター」の正式サービスを開始
- 2012年1月18日 - 「エコルタクティクス」の正式サービスを開始
- 2012年7月25日 - 「ソウルマスター」のサービスを終了
- 2012年7月31日 - YDオンラインにより買収、子会社化
- 2012年9月20日 - JCグローバル社より、「ヒーローズインザスカイ」の運営を移管
- 2013年4月10日 - 「蒼天」のサービスを終了
- 2013年9月 - 「激突!クランウォーズ」 （ Android ） サービス開始
- 2013年12月 - 「そしてキミは魔王になった」 （ iOS / Android ） サービス開始
- 2014年1月 - 「ラインゼータ -メカニックパズルRPG!!- 」（ iOS / Android ） 運営開始
- 2014年9月 - 「LINE アルビオン戦記」（ iOS / Android ） 開発支援
- 2015年4月 - 「アスタリア」、サービス終了
- 2015年4月 - 「エースオンライン」、サービス終了
- 2015年4月 - 代表者及び本社移転
- 2015年4月 - 「激突!クランウォーズ」（ Android ）サービス終了
- 2021年4月30日 - 全てのオンラインサービスを終了
- 2021年5月31日 - 問い合わせ対応終了、全ての事業を停止

## オンラインゲーム
PC用ゲームは全てのゲームにおいて、アイテム課金制を採用していた。

### PC用ゲーム

#### 過去
- ドキワク☆もっとパズ～る
- ドキワク☆麻雀パズ～る
- Let’sブラウザ経営 - 2011年7月6日サービス終了。※Oak Pacific Interactive（英語版） (千橡互动集团) 開発
- ドキワク☆パズ～る - 2011年7月13日サービス終了。
- ドキワク☆ベースボール
- ソウルマスター - 2012年7月25日サービス終了[4]。※韓NPLUTO開発
- 蒼天 - 2013年4月10日サービス終了[5]。※韓WeMade Entertainment（英語版）開発
- アスタリア - 2015年4月28日サービス終了。※韓NPLUTO開発
- エターナルシティ2 - 2.5DホラーアクションRPG。2016年1月27日サービス終了。※韓MONSTERNET開発
- エターナルシティ3 - 五感を刺激する究極のゾンビアクションRPG。2016年5月11日MonsterNetへ運営移管[6]。※韓MONSTERNET開発
- ヒーローズインザスカイ - オンラインフライトシューティングゲーム。2016年7月7日GameUSへ運営移管[7]。※韓GameUS開発
- クロスファイア - 日本初潜入型FPS。2018年3月31日サービス終了。※韓Smilegate開発
- ドリフトシティ - カジュアルレーシングゲーム。2021年4月30日サービス終了 ※韓NPLUTO開発
- プリストンテール - ファンタジーRPG。2021年4月30日サービス終了 ※韓YDオンライン開発
- ルナティア リターンズ - 2021年4月30日サービス終了 ※韓MGame開発

#### 過去のチャネリングサービス
- BigFarm[8] ※独Goodgame Studios（英語版）開発・運営
- Empire[8] ※独Goodgame Studios開発・運営

### モバイル端末用ゲーム

#### 過去
- ラインゼータ - メカニックパズルRPG。
- ラインゼータフロンティア - メカニックパズルRPG。課金式。
- そしてキミは魔王になった - ソーシャルRPG。
- 激突!クランウォーズ